# Streptocarpus boinensis
Streptocarpus boinensis är en tvåhjärtbladig växtart som beskrevs av Jean-Henri Humbert. Streptocarpus boinensis ingår i släktet Streptocarpus och familjen Gesneriaceae. Inga underarter finns listade i Catalogue of Life.